# Garret Wallow
Garret Wallow (New Orleans, 25 gennaio 1999) è un giocatore di football americano statunitense che milita nel ruolo di linebacker per i Tennessee Titans della National Football League (NFL).

## Carriera

### Houston Texans
Wallow al college giocò a football a TCU. Fu scelto nel corso del quinto giro (170º assoluto) nel Draft NFL 2021 dagli Houston Texans. Nella sua stagione da rookie mise a segno 20 tackle e un sack disputando tutte le 17 partite, di cui 2 come titolare.

### Tennessee Titans
Il 20 dicembre 2023 Wallow firmò con i Tennessee Titans. Il 20 agosto 2024 fu inserito in lista infortunati.